# La Danseuse du Gai-Moulin
La Danseuse du Gai-Moulin est un roman policier de Georges Simenon écrit dans une villa d'Ouistreham en septembre 1931 et publié en novembre 1931. Il fait partie de la série des Maigret.

## Résumé
Deux jeunes noceurs endettés – un bourgeois désaxé et le fils d'un employé – fréquentent à Liège « Le Gai-Moulin », une boîte de nuit où ils courtisent l'entraîneuse Adèle. À la fin d'une soirée qu'elle a passée, à une table voisine des jeunes gens, en compagnie d'un Levantin arrivé le jour même dans la ville, Delfosse et Chabot se laissent enfermer dans la cave de l'établissement afin de s'emparer de la recette. Dans l'obscurité, ils entr'aperçoivent ce qu'ils croient être un cadavre, celui du Levantin ; ils prennent la fuite. Le lendemain, émoi dans la presse : le corps d'Ephraïm Graphopoulos, le client de passage, est découvert à l'intérieur d'une malle d'osier abandonnée dans un jardin public.

L'enquête aboutit rapidement à l'arrestation des deux jeunes gens. Mais il y a un troisième suspect : un autre client de passage, un Français, également présent au « Gai-Moulin » le soir du meurtre. Ce personnage tombe bientôt – et avec beaucoup de bonne volonté – dans la souricière qu'on lui tend. Révélation de l'« inculpé » au commissaire Delvigne : il est le commissaire Maigret, il filait la victime depuis Paris et était descendu au même hôtel que lui. 

Convaincu que le crime a partie liée avec une puissante organisation internationale, Maigret a voulu troubler les coupables en se faisant arrêter... et en transportant le cadavre de l'hôtel, où en réalité le crime a eu lieu, jusqu'au jardin public ! Les deux jeunes gens sont relâchés. 

Par d'habiles déductions, Maigret éclaircit le mystère : Graphopoulos faisait partie d'un réseau d'espionnage ; ses chefs avaient voulu tester son sang-froid en lui ordonnant de dérober des documents au « Gai-Moulin
», couverture d'une cellule de ce même réseau. Dérangé par les deux jeunes cambrioleurs, l'apprenti-espion avait jugé bon de faire le mort. Pour son malheur : en effet, le croyant décédé, Delfosse a entrepris de dévaliser ses bagages, dans sa chambre d'hôtel où il s'est introduit peu après. Surpris par l'arrivée de celui qu'il croyait mort, Delfosse l'a assommé. 

Une ultime filature permet de confondre tous les coupables : le réseau d'espionnage est démantelé. Tandis que Chabot reprend le droit chemin, Delfosse mourra, trois mois plus tard, d'une maladie du cerveau.

## Aspects particuliers du roman
Le roman présente un double aspect : d’une part, la peinture des sentiments qu’une certaine déviance suscite chez des personnages appartenant à la petite bourgeoisie provinciale, et, d’autre part, une enquête policière aux détours inattendus, à laquelle se trouve mêlée, malgré elle, une entraîneuse de bar.
Selon un procédé de déduction à la Sherlock Holmes, Maigret reconstitue l’enchaînement des faits au terme de l’enquête.

## Fiche signalétique de l'ouvrage

### Cadre spatio-temporel

#### Espace
Liège (principalement le quartier du « Carré» avec la rue du Pot d'Or). 
Liège (la prison Saint-Léonard, Place Saint-Léonard) 

#### Temps
Époque contemporaine ; l’enquête dure trois jours et se déroule en octobre.

### Les personnages

#### Personnage principal
Jean Chabot. Liégeois. Employé dans une étude de notaire. 16 ans et demi

#### Autres personnages
- René Delfosse, Liégeois, étudiant, 17 ans.

- Adèle, Française, danseuse professionnelle au « Gai-Moulin ».

- Ephraïm Graphopoulos, fils d’un banquier athénien, la victime.

- Le commissaire Delvigne, de la police liégeoise.

## Éditions
- Édition originale : Fayard, 1931
- Tout Simenon, tome 17, Omnibus, 2003  (ISBN 978-2-258-06102-6)
- Livre de poche n° 14254, 2004  (ISBN 978-2-253-14254-6)
- Tout Maigret, tome 2, Omnibus,  2019  (ISBN 978-2-258-15043-0)

## Adaptations

### Au cinéma
- 1966 : Maigret fait mouche (Maigret und sein grösster Fall), film allemand réalisé par Alfred Weidenmann, avec Heinz Rühmann

### À la télévision
- 1981: La Danseuse du Gai-Moulin, téléfilm français de Jean-Paul Sassy, avec Jean Richard dans le rôle de Maigret, diffusé sur Antenne 2. Tourné à Liège même[1], notamment aux environs de la Passerelle Saucy. Le cabaret lui-même se trouve en Roture, dans le lieu connu à l'époque sous le nom de « Cirque Divers ». L'appartement de la danseuse apparait être situé à proximité, au quai Marcellis.

### En bande dessinée
- Maigret et la danseuse du Gai Moulin, Lefrancq, 1994
Scénario : Odile Reynaud - Dessin : Philippe Wurm

### Source
- Maurice Piron, Michel Lemoine, L'Univers de Simenon, guide des romans et nouvelles (1931-1972) de Georges Simenon, Presses de la Cité, 1983, p. 272-273  (ISBN 978-2-258-01152-6)